# 勝浦市立興津小学校
勝浦市立興津小学校（かつうらしりつ おきつしょうがっこう）は、千葉県勝浦市興津にある公立小学校。

## 歴史
- 1874年（明治7年）2月 - 妙覚寺に開校
- 1875年（明治8年）4月 - 妙覚寺東隣に校舎新築
- 1887年（明治20年）4月 - 興津尋常小学校と改称
- 1890年（明治23年）4月1日 - 町村制施行により清海村が発足し清海尋常小学校と改称
- 1896年（明治29年）7月 - 高等科併置され清海尋常高等小学校となる
- 1914年（大正3年）4月 - 現在地に新築移転
- 1917年（大正6年）6月1日 - 清海実業補習学校を併設[1]
- 1921年（大正10年）1月1日 - 町制施行により興津尋常高等小学校と改称、実業補習学校も興津実業補習学校と改称[1]
- 1923年（大正12年）4月1日 - 併設の興津実業補習学校が興津農業水産補習学校と改称[1]
- 1926年（大正15年）7月1日 - 興津青年訓練所を併設[1]
- 1935年（昭和10年）4月1日 - 興津農業水産補習学校と興津青年訓練所が興津青年学校に統合[1]
- 1941年（昭和16年）4月 - 興津国民学校となる
- 1947年（昭和22年）4月1日 - 学校教育法施行により興津町立興津小学校となる
- 1955年（昭和30年）2月11日 - 町村合併により勝浦町立興津小学校となる
- 1957年（昭和32年）12月 - 校地拡張
- 1958年（昭和33年）10月 - 市制施行により勝浦市立興津小学校となる
- 1965年（昭和40年）4月 - 特別支援学級（知的障害）開設
- 1973年（昭和48年）4月 - 特別支援学級（言語障害）開設
- 1977年（昭和52年）7月 - 新校舎完成
- 1983年（昭和58年）3月 - 屋内運動場完成
- 2009年（平成21年）4月 - 勝浦市立行川小学校を統合

## 通学区域
- 興津、大沢、浜行川地域[2]

## 進学先中学校
- 勝浦市立勝浦中学校